# 엘니뇨 (영화)
《엘니뇨》(스페인어: El Niño)는 프랑스에서 제작된 다니엘 몬존 감독의 2014년 드라마, 스릴러 영화이다.

## 출연
- 에두아르드 페르난데즈
- 바바라 레니

## 기타
- 미술: 안톤 라구나
- 특수효과: 라울 로마닐로스
- 의상: 타티아나 헤르난데즈